# Hamid Rahmouni
Hamid Rahmouni (22 ottobre 1967) è un ex calciatore algerino, di ruolo attaccante.

## Carriera

### Club
Ha giocato nel massimo campionato algerino e tunisino.

### Nazionale
Con la maglia della Nazionale ha vinto la Coppa d'Africa 1990.

## Palmarès

### Nazionale
- Coppa d'Africa: 1

Algeria 1990